# وژنی
وژنی (به مجاری:  Vezseny) یک منطقهٔ مسکونی در مجارستان است که در ناحیه سولنوک واقع شده‌است. وژنی ۲۵٫۱۷ کیلومتر مربع مساحت و ۶۴۷ نفر جمعیت دارد.